# تجهیزات امنیتی
تجهیزات امنیتی به انواع تجهیزات کامپیوتری گفته می‌شود که برای محافظت از شبکه‌های کامپیوتری در برابر ترافیک‌های ناخواسته طراحی شده است. 

## انواع تجهیزات امنیتی
- دستگاه‌های فعال ترافیک ناخواسته را مسدود می کنند. نمونه‌هایی از این دستگاه‌ها فایروال‌ها، دستگاه‌های اسکن ضدویروس و دستگاه‌های فیلتر محتوا هستند.
- دستگاه‌های غیرفعال ترافیک ناخواسته مانند برنامه‌های تشخیص نفوذ را شناسایی و گزارش می‌دهند.
- دستگاه‌های پیشگیرانه شبکه‌ها را اسکن می‌کنند و مشکلات امنیتی بالقوه را شناسایی می کنند.(مانند اجرای تست نفوذ و تجهیزات ارزیابی آسیب‌پذیری)
- ابزارهای مدیریت تهدید یکپارچه (UTM) امکانات مختلف شناسایی امنیتی را با هم در یک سیستم ترکیب می کنند، مانند فایروال‌ها، فیلترکننده‌های محتوا، کش وب و غیره.